# جوزپه فونزی
جوزپه فونزی (ایتالیایی: Giuseppe Fonzi؛ زادهٔ ۲ اوت ۱۹۹۱) دوچرخه‌سوار اهل ایتالیا است.

## باشگاهی
از باشگاه‌هایی که در آن رکاب زده‌است می‌توان به ویلیر تریستینا–سله ایتالیا و نیپو–وینی فانتینی اشاره کرد.